# Могута
Могута (алт. Могойты) — село в Шебалинском муниципальном районе Республики Алтай России, входит в состав Улусчергинского сельского поселения.

## История
Основано село в 1884 году.

## География
Расположен в горно-степной зоне северо-западной части Республики Алтай и находится по обоим берегам реки Мугута.
Уличная сеть состоит из одного географического объекта:  ул. Центральная
Абсолютная высота 836 метров выше уровня моря
.

## Население
| 2010 | 2011 | 2012 | 2013 | 2014 | 2015 |
| ---- | ---- | ---- | ---- | ---- | ---- |
| 37   | →37  | ↘36  | ↗39  | ↘33  | ↘32  |
| 2016 |      |      |      |      |      |
| ↘31  |      |      |      |      |      |

## Инфраструктура
экономика
Животноводство (оленеводство), подсобное сельское хозяйство.

## Транспорт
Конечный пункт автодороги регионального значения «Улус-Черга — Могута» 